# Блюм, Ленор

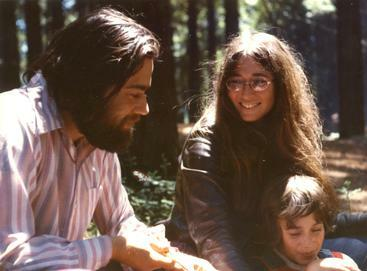
Мануэль, Ленор и Аврим Блюм, 1973 год

Ленор Блюм (англ. Lenore Epstein Blum, урождённая Эпштейн; род. 1942) — американский математик, специалист по общей алгебре и теории вычислительной сложности, профессор университета Карнеги — Меллон. Нётеровский чтец (2002).

## Биография
Родилась 18 декабря 1942 года в Нью-Йорке в еврейской семье. До девяти лет она посещала школу в Нью-Йорке, затем её отец Ирвинг Эпштейн занялся предпринимательской деятельностью и перевёз семью в Каракас (Венесуэла); мать — Роуз Эпштейн — работала учительницей. Во время учёбы в Каракасе она встретила Мануэля Блюма, который через несколько лет стал её мужем. По возвращении в США она поступила на факультет архитектуры Технологического института Карнеги, но во время первого года обучения решила специализироваться на математике. Впоследствии она перешла на учёбу в Симмонс-колледж (Бостон), а затем — в Массачусетский технологический институт, в котором в 1968 году ей была присуждена степень доктора философии по математике (её диссертация называлась Generalized Algebraic Structures: A Model Theoretical Approach). После этого работала преподавателем математики в Университете Калифорнии в Беркли. В 1973 году перешла в Миллс-колледж в Сан-Франциско на должность преподавателя алгебры, а в 1974 году основала там факультет математики и информатики и руководила им в течение 13 лет. Стала одним из первых членов Ассоциации для женщин-математиков, а с 1975 до 1978 год была её президентом.
В 1986 году с мужем Мануэлем Блюмом предложила алгоритм генерации псевдослучайных чисел, ставший известным как алгоритм Блюм — Блюма — Шуба. В 1989 году получила должность профессора информатики в Университете Калифорнии в Беркли. С конца 1980-х годов Блюм работала над теорией вычислений и вычислительной сложности. Вместе с несколькими соавторами она исследовала вопрос о том, каким образом эти теории могут быть распространены с дискретных объектов (таких как натуральные числа и графы) на непрерывные (такие как действительные числа). С помощью этой теории, в 1990 году, совместно со Стивеном Смейлом, она доказала, что множество Мандельброта не является разрешимым. В том же году она выступила с приглашённым докладом на Международном конгрессе математиков в Киото. С 1990 по 1992 год была вице-президентом Американского математического общества. С 1992 до 1997 год была заместителем директора Института математических исследований в Беркли. С 1999 года — профессор информатики в университете Карнеги — Меллон.
С 2012 года — действительный член Американского математического общества.
Муж Мануэль Блюм и сын Аврим Блюм — американские учёные в области информатики.